# Goldfish
Goldfish est un roman graphique écrit et illustré par Brian Michael Bendis. Cette bande dessinée est entièrement en noir et blanc. 

## Publication
Il fut d'abord publié en 1995 sous le nom de AKA Goldfish aux éditions Caliber Comics, puis par Image Comics. Ce n'est que lors de la réédition des récits complets que l'œuvre a hérité du nom de Goldfish.
En France, il est sorti en 2003 en recueil aux Éditions Semic (collection « Semic Noir »).

## Synopsis
Joueur invétéré, Goldfish est de retour dans la ville qu'il avait quittée précipitamment dix ans plus tôt pour sauver sa vie. Il vient chercher le plus précieux des biens, son fils, élevé par Lauren, son ex-femme. Aujourd'hui, celle-ci règne sur le crime organisée de manière incontestée et le roi des cartes commence une délicate partie, qui relève plus de la roulette russe que du poker.

## Adaptation
Bendis a écrit un scénario basé sur son roman graphique pour la société de production Miramax Films dans l'optique d'une adaptation pour le cinéma qui ne s'est pour le moment pas encore concrétisée.